# Antonin Fishta
Antonin Fishta (ur. 13 kwietnia 1902 w Szkodrze, zm. 12 stycznia 1980 w Ballshu) – albański duchowny katolicki, franciszkanin, w latach 1956-1980 administrator apostolski diecezji Pultu. 

## Życiorys
Święcenia kapłańskie przyjął 14 sierpnia 1927 w zakonie franciszkańskim. 17 grudnia 1956 papież Pius XII mianował go administratorem apostolskim diecezji Pultu oraz jednocześnie biskupem tytularnym Amyzonu. 25 kwietnia 1957 przyjął sakrę. Jego głównym konsekratorem był Ernesto Çoba, administrator apostolski archidiecezji Szkodry. W 1974 został aresztowany przez Sigurimi za nielegalne odprawianie nabożeństw. Skierowany początkowo do obozu pracy w Tepelenie, ostatnie lata życia spędził w obozie w Ballsh, gdzie zmarł.

## Dzieła
- 1930: Ma i pari frat ne Shqypni
- 1930: Skanderbegu e franceskajt (Skanderbeg i franciszkanie)
- 1937: Tribuni i Traboinit Dede Gjo' Luli